# Повреде пениса
Повреде пениса су посебан ентитет болести у урологији који је не тако ретко контроверзан, због специфичности регије и могућег механизма настанка. Доста често ове повреда настају након полног односа или многих сексуалних перверзије, па могу бити од судско-медицински или само судски значај, у бројним судским процесима. Зато велики број болесника прикрива узрок повреде пениса, не даје тачне податке у анамнези о њиховом настанку или се јавља јако касно лекару.
Повреде пениса сматрају се уролошким хитним стањем и најчешће захтевају хируршке интервенције. Циљеви лечења, свих повреда пениса су универзални: очување дужине пениса, очување еректилне функције и одржавање способности да правилно стоји.
Трауматска повреда пениса може бити праћена и повредом уретре, ако су повређена оба кавернозна тела, и захтева хитну реконструкцију мокраћне цеви како би се отклонили поремећаји у мокрењу.

## Анатомија
Пенис је орган који је анатомски подељен на три дела; корен пениса, тело пениса и главић пениса.
Корен пениса
Ова анатомска структура пениса налази се испод стидне кости и обезбеђује стабилност и чврстину пенису када је он у усправном или укрућеном стању (види слику десно).
Тело пениса
Највећи део пениса чини његово тело, које се састоји се од два кавернозна и једног сунђерастог тела.
Уретра прелази кроз сунђерасти део тела пениса и завршава се на главићу пениса, меатусом или излазни отвор мокраћне цеви.
Оба кавернозна тела, која се називају и еректилним телима, омогућавају ерекцију када се потпуно напуне крвљу.
Главић пениса
Дистално проширење сунђерастог тела је главић пениса. Главић пениса прекрива слобода кожица пениса или препуцијум, уколико особа није обрезана.

### Инервација пениса
Пенис је инервисан од левог и десног дорзалног нерава, који је са својим гранама одговоран за сензорне функције пениса. Локација ових нерава, у односу на оријентацију уз помоћ часовника, је на 10 и 14 часова, али, у стварности, локација значајно варира.
О положају нерава пениса приликом хируршких интервенција мора се строго водити рачуна како би се избегла јатрогена повреде, пре свега, дорзалног нерава.
Пенис је такође инервисан и од грана пудендалног нерва.

### Васкуларизација пениса
Пенис је орган богат васкуларном мрежом, која крвљу снабдева унутрашња пудендална артерије. Унутрашња пудендална артерија излази из унутрашње бедрене артерије (или доњотрбушне артерије), и потом се грана у дубоке артерије пениса, булбарне артерије, и артерију уретре.
Дубока артерија пениса прелази у кавернозне артерије, и имају функцију снабдевања крвљу кавернозног тела пениса.
Уретрална артерија снабдева главића пениса и његово сунђерасто тело.
Булбарна артерија пениса снабдева крвљу булбарни део уретре и булбоспонгиозни мишић.

## Етиологија
Повреда пениса могу бити последица више фактора, па према томе разликује се и више врста повреда од којих су најчешће:
- Прелом пениса
- Ампутација пениса
- Повреде меких ткива пениса
- Пенетрантне повреде пениса.
- Термичке повреде пениса.
- Трауматска повреда пениса удружене са повредом уретре.

### Подела повреда пениса према механизму настанка
Према механизму настанка повреде пениса могу бити; затворене (80%) и отворене (20%). Међутим повреде пениса нису увек самосталне, већ могу бити и удружене, најчешће са повредама скротума, преломима костију карлице итд.

#### Отворене повреде
Ова врста повреда најчешће настаје; у ратним дејствима (рањавањем пројектилима или експлозивом), лову уз употребу ватреног оружја, саобраћајним удесима, током раду са машинама које имају ротирајуће делове, у тучи и спорту. Могу бити, према механизму који их је изазвао:
- Огреботине коже пениса,
- Секотине. Бизарне секотина је повреде полног уда код психијатријских болесника (самоповређивањем).
- Огуљотине коже пениса,
- Авулзије коже пениса,
- Парцијалне или тоталне ампутације,
- Конквасације.
- Уједине, или уједно ране пениса, које су код деце углавном нанете од стране животиња, а код одраслих од стране партнера у току полног односа.
- Термичке повреде

#### Затворене повреде
Затворене повреде пениса најчешће се дешавају за време полних активности и могу бити
- Контузије,
- Хематоми,
- Руптуре тунике албугинеа, тзв. луксације пениса што у ствари представља денудацију коже пениса због његовог склизнућа, најчешће у скротум.
- Прелом пениса, која се карактерише руптуром кавернозних тела са деформацијом нормалне осе пениса.
- Странгулација или инкарцерације пениса разним металним гуменим или другим омчама, прстењем,[4] и сл. је посебна врста повреда која може да доводе до атрофије или/и некрозе ткива пениса.[5]

### Подела повреда пениса према тежини
У зависности од тежине повреде Европске асоцијације уролога све повреде пениса разврстала је на:
- Први степен - Оштећење тканином (одећом), крвни подливи пениса
- Други степен - Оштећење фасције која окружује спонгиозни и кавернозни део тела пениса.
- Трећи степен - Ресекција (тела пениса, уретре, кавернозног тела), са дефектом који је у дужини мањи од два сантиметра.
- Четврти степен - Цепање уретре, кавернозних тела (са дефектом дужини веће од 2 сантиметра) и делимична ампутација пениса
- Пети степен - Комплетна трауматске ампутације пениса.

| Скала степена озбиљности повреде пениса. | Скала степена озбиљности повреде пениса.                                                          |
| Група                                    | Опис                                                                                              |
| ---------------------------------------- | ------------------------------------------------------------------------------------------------- |
| 1                                        | Кожна лацерација / контузија                                                                      |
| 2                                        | Лацерација Букове фасције без губитка ткива                                                       |
| 3                                        | Кутана авулзија (лацерација кроз главић пениса или меатус) кавернозни или уретрални дефект < 2 цм |
| 4                                        | Кавернозни или уретрални дефект > 2цм (парцијална пенектомија)                                    |
| 5                                        | Тотална пенектомија                                                                               |

## Најчешће повреде пениса
Трауматска повреда пениса може настати на више начина. Манифестује се као прелом пениса, ампутација, пенетрантна повреда и као повреда меког ткива пениса.

### Прелом пениса
Прелом пениса представља тежак облик повреде (руптуре) кавернозних тела (лат. corpus cavernosum), са деформацијом нормалне осе пениса, који настаје као последица цепања мембране под називом (лат. tunica albuginea), након прекомерног савијања пениса у току ерекције. Релативно је ретка болест, али захтева хитну интервенцију због могућих последица.
Манифестује се пуцкетањем током померања пениса, болом различитог интензитета, модрицом (крвним подливом), отоком и губитком ерекције. У већини случајева прелом пениса је ургентно стање у урологији које захтева интервенцију уролога, који проблем покидана мембране, може успешно да реши оперативним захватом, у општој анестезији, која у просеку траје око сат времена. Главни циљ лечења заснива се на очувању дужине пениса дужине, његове еректилне функције и одржавање способности да стоји усправно.
Трауматска повреда пениса може бити праћена и повредом уретре, ако су повређена оба кавернозна тела, и захтева хитну реконструкцију мокраћне цеви како би се отклонили поремећаји у мокрењу.

### Ампутација пениса
Ампутација пениса подразумева потпуни или делимични прекид континуитета тела пениса. Комплетна или потпуна ампутација карактерише се пресецањем кавернозних тела и мокраћног канала.
Ампутација пениса може бити задесна (саобраћајни удес, рањавање, рад на машинама са ротирајућим деловима, насиље), али је често и последица самоповређивања, код ментално оболелих особа, најчешће за време психотичних напада.

### Термичке повреда пениса
Промрзлине
Под утицајем фактори који доприносе смрзавању пениса, или у условима опште хипотермија, као нпр. код мокрење на великој хладноћи, или у условима алкохолна интоксикације могу настати промрзлине пенис. Промрзлинама је најчешће изложена кожица препуцијума, а у тежим случајевима и тело пениса.
Као резултат ове повреде изазване хладноћом у захваћеном подручју коже пениса постаје пурпурно-црвена боја; а болесник се жали на, свраб, пецкање, парестезију, оток пениса.
Код блажих промрзлина стање је реверзибилно и болест нестаје спонтано у року од неколико дана. У тежим случајевима, под утицајем хладноће у кожи се формира некроза ткива, која прелази у дубоку гнојну рану, која одложе излечење и до 3 месеца.
Опекотине
Опекотине пенис настају задесним излагања гениталије прегрејаној течности или пари, хемикалијама, сунцу и слично. Према тежини оштећења, опекотине пениса се деле на четири степена:
- Први степен, који се карактерише хиперемијом и едемом пениса.
- Други степен, који се карактерише појавом пликовима, поткожним едемом, ретенцијом мокраће
- Трећи степен, карактерише се некрозом коже.
- Четврти степен или терминални стадијум, карактерише се некрозом сунђерастог и кавернозне тела пениса.

## Дијагноза
Дијагноза повреде пениса може се поставити на основу; анамнезе, физикалног прегледа, лабораторијских анализа, имиџинг тестова.
Лабораторијске анализе
Иако нема конкретних лабораторијских анализа које је потребно спровести након трауме пениса препоручује се примена, стандардних преоперативних лабораторијских анализа које индивидуално трема размотрити од случаја до случаја код свих пацијената. Лабораторијске анализе треба да обухвате следеће:
- Концентрацију електролита
- Комплетну крвну слику
- Факторе коагулације
- Биохемијске анализе
- Анализе мокраће

Микроскопска хематурија треба да упути на могућу повреду уретре. Уринокултура треба размотрити код оних случајева код који постоје очигледни знаци инфекције уринарног тракта.

## Терапија
Раније конзервативно лечење пениса било је метода избора у санацији повреда пенис. Подразумевало је:
- постављање хладних компреса,
- компресионих завоја,
- имобилизацију пениса,
- давање антиинфламаторних лекова, НСАИЛ и фибринолитика. Због великог процента компликација (29-53%), у новије време метод избора је хируршко збрињавање пениса непосредно после повреде.[9]

Прва помоћ
У зависности од врсте и тежине повреде лечење повреда пениса треба започети указивањем прве помоћи на месту повређивања. Мере прве помоћи састоје се пре свега у:
- привременом заустављању крварења (апликација леда, превијање стерилним завојем завојем),
- примени аналгетика,
- апликација инфузионих раствора,
- уклањање страних тела и одеће.

Лечење повреда пениса у болничким условима
У болничким условима терапија повреде пениса започиње пре свега:
- адекватном аналгезијом,
- инфузионом терапијом,
- применом антибиотика,
- хируршком обрадом ране (повреде).

Хируршка обрада обухвата, уклањање страних тела, дренажу траумом насталих хематом, ревизију ране и дефинитивно заустављање крварење. Лечење рана са великим дефектом ткива, захтева примену метода пластичне и реконструктивне хирургије, која користи кожне режњеве узете са; коже скротума, стидне регије, трбуха.
Терапија термичких повреда пениса обично се спроводи на одељењима за опекотине и промрзлине.
Код болесника за тежим ранама обавезно се даје антитетанусна заштита, а према потреби и антигангренозни серум, а код уједа и вакцина против беснила.
Ако је повреда праћена оштећењем уретра, обавља се и уретеропластика, или друге метода реконструкције мокраћног канал.
Код потпуне ампутације пениса, усађивање ампутираног дела мора бити обављано током првих 24 сата након повреде, посебним микрохируршким методама. За одржавање виталности органа, од места повреде до хируршке сале, ампутирани део треба одмах ставити у стерилну посуду са натријум лактатом коју треба држати на леду. У немогућности реимплантације ампутираног пениса може се урадити реконструктивна фалопластика.